# Oscar Broneer
Oscar Theodore Broneer (Bäckebo, Suecia; 28 de diciembre de 1894 - Corinto, Grecia; 22 de febrero de 1992) fue un arqueólogo del período clásico de nacionalidad sueca y estadounidense.
Era el hijo más joven de un agricultor sueco, con el que trabajó en la granja familiar hasta 1913, año en que emigró a los Estados Unidos junto a su hermano. Allí acudió a la universidad privada Augustana College, en Rock Island (Illinois). Obtuvo una maestría en la Universidad de California en Berkeley. En 1927 ingresó en la Escuela Americana de Estudios Clásicos de Atenas, donde enseñó Arqueología. Sus propios estudios se centraron en el Odeón de Corinto, un trabajo por el que obtuvo su doctorado en la Universidad de Berkeley en 1931. Durante este tiempo, también publicó artículos científicos sobre las lámparas de terracota de Corinto.
En 1941 se imprime su monografía acerca de la reconstrucción del León de Anfípolis en 1936.
De 1940 a 1952, dirigió la Escuela Americana de Estudios Clásicos, regresando a Grecia como miembro de la Cruz Roja inmediatamente después del final de la Segunda Guerra Mundial. Durante este tiempo, dirigió la película documental Triumph Over Time, que se utilizó para recaudar fondos de patrocinio para la American School. La Universidad de Chicago, en cuyo nombre Broneer ya había llevado a cabo algunas excavaciones en Grecia, lo nombró en 1948 miembro de la Cátedra de Arqueología Clásica y Filología Clásica, impartiendo clases en la institución hasta 1976.
Cuando se inauguraron las excavaciones arqueológicas en Istmia, sede de los Juegos Ístmicos, Broneer, que asumió la dirección de la excavación hasta 1967, descubrió los escalones del templo de Poseidón, dios mitológico al que estaban dedicados. Durante estos años, no solo expuso el área del templo con su altar, los edificios circundantes y el heroon romano y el teatro, así como dos estadios que sirvieron para los juegos y dos cuevas que probablemente servían como lugares de reunión y salas de banquetes para la alta cuna. Publicó los resultados de estas investigaciones, junto a otros autores, en tres volúmenes, editados entre 1971 y 1977.
Por sus servicios Broneer fue galardonado en 1962 con la Orden Griega del Fénix. El Instituto Arqueológico de América lo honró en 1969 con la medalla de oro del instituto. Inclusive, la Academia Americana en Roma dedica una beca en su honor para investigadores en Grecia.
Falleció en febrero de 1992 en Corinto.

## Galería

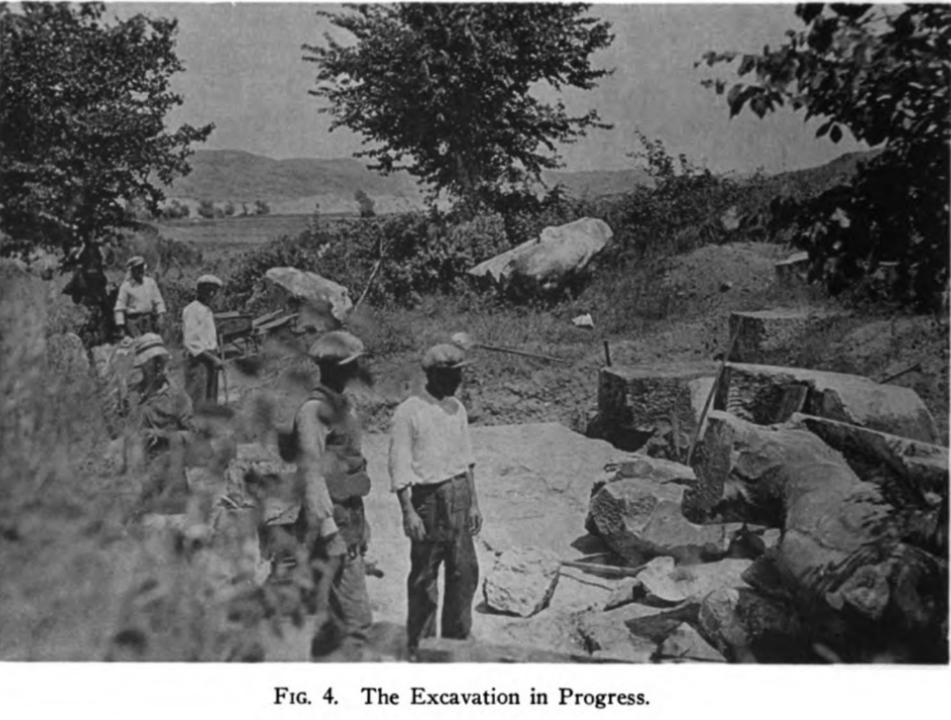
Primeras excavaciones del León de Anfípolis
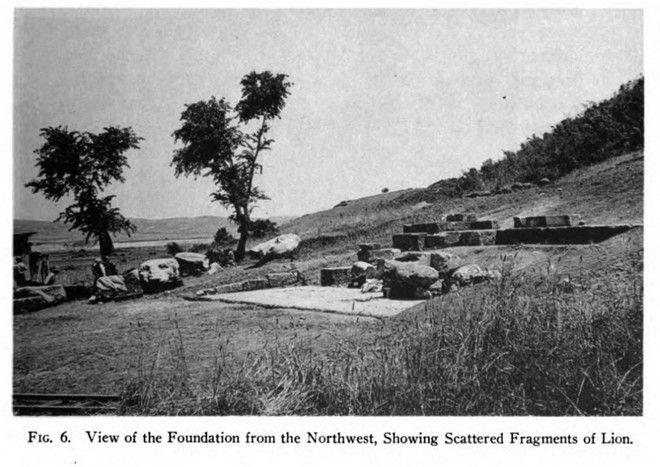
Vista de los fragmentos antes de la restauración.
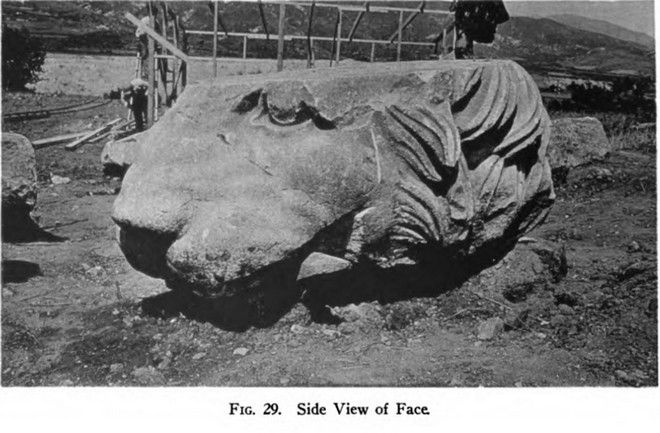
Parte de la cabeza del león antes de la restauración.
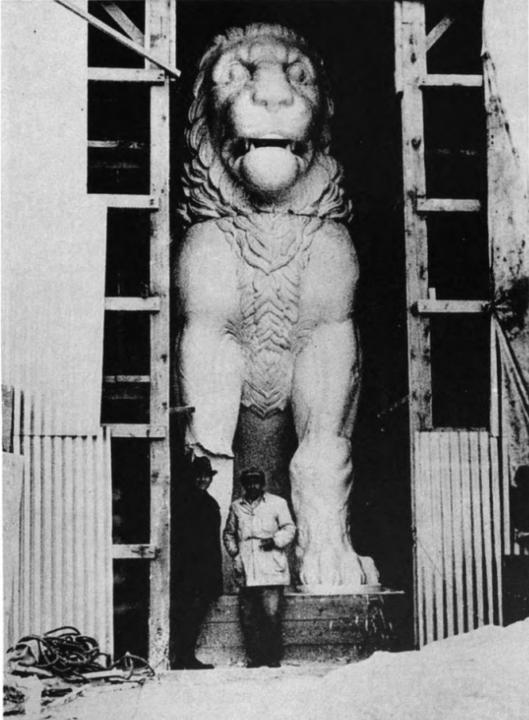
Estatua del león durante la fase de restauración.
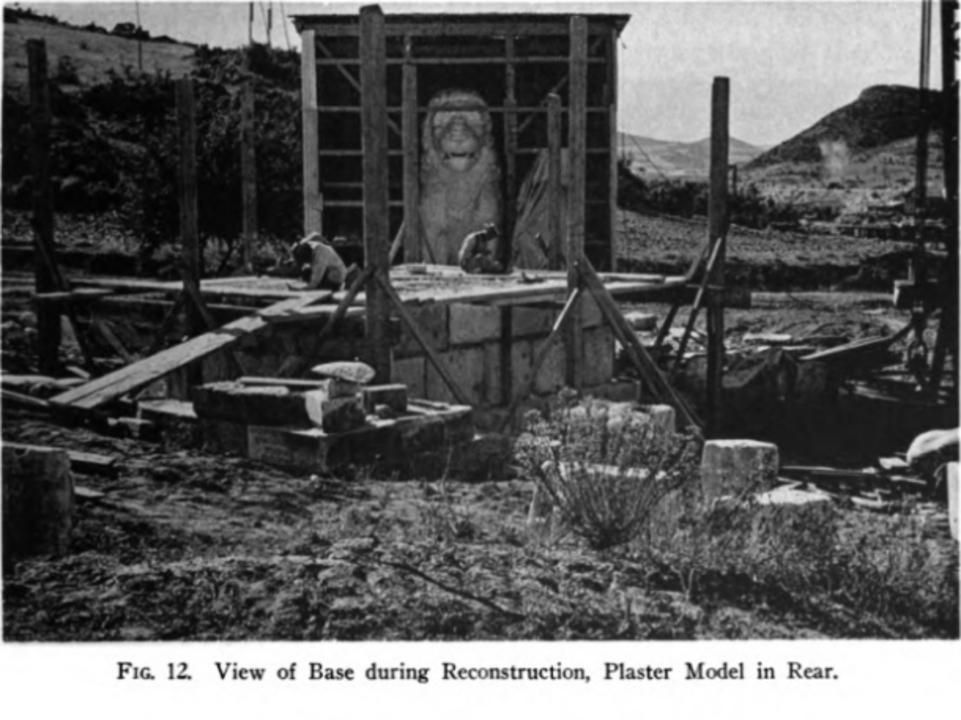
Vista de la base durante la reconstrucción.
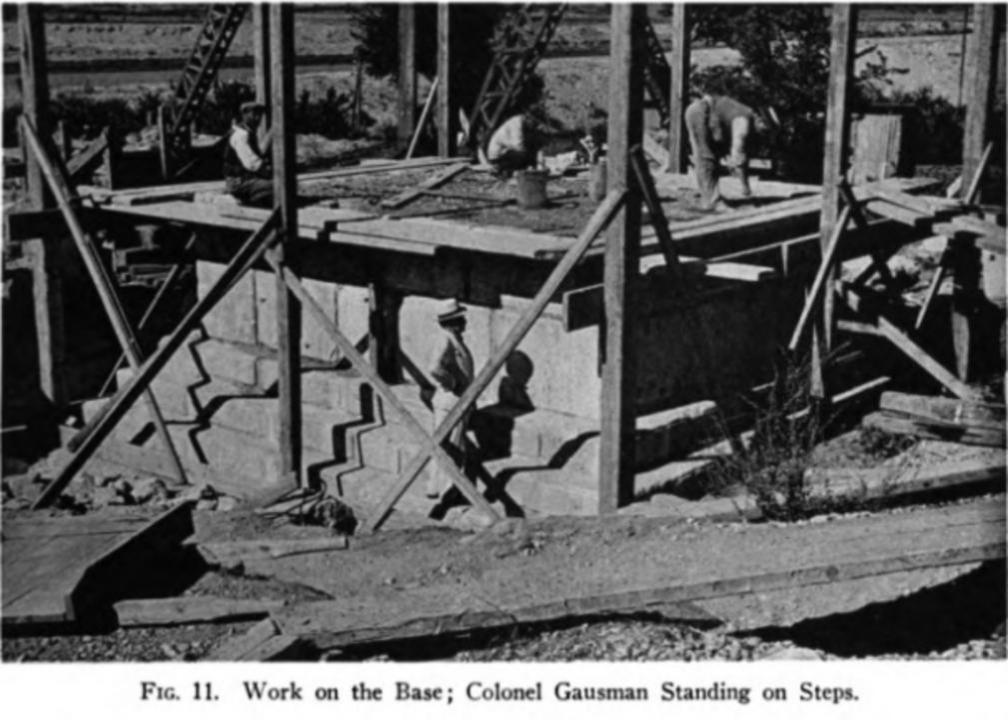
Trabajos realizados en la base del león.
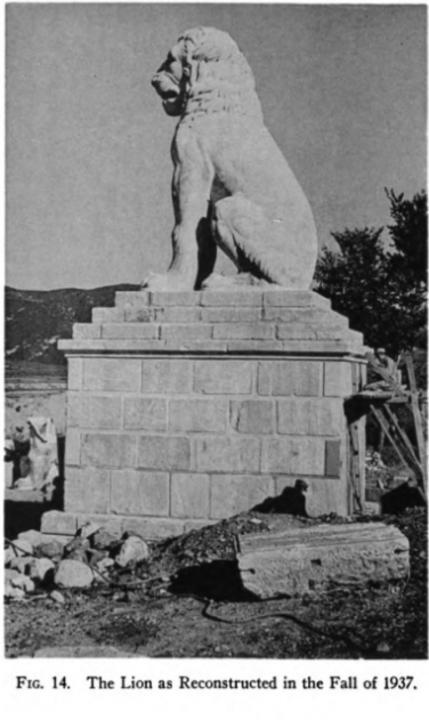
Estatua reconstruida en 1937.